# 퀴즈쇼 사총사
《퀴즈쇼 사총사》는 KBS 2TV에서 방송되었던 퀴즈 프로그램이었다.

## 기획 의도
기존의 프로그램이 중년층의 현실을 대변한 다큐 프로그램이나 청년층 위주의 퀴즈 프로그램으로 이루어져 있음을 감안, 이제 유쾌한 중년의 열정과 패기, 그리고 실력과 자긍심을 보여줄 신개념 퀴즈프로그램이 필요하다고 판단해 만들어진 프로그램이었다.

## 방송 시간
| 방송 채널 | 방송 기간                         | 방송 시간                    | 방송 분량 |
| --------- | --------------------------------- | ---------------------------- | --------- |
| KBS 2TV   | 2011년 1월 2일 ~ 2012년 4월 22일  | 매주 일요일 오전 8:10 ~ 9:00 | 50분      |
| KBS 2TV   | 2012년 6월 17일 ~ 2014년 11월 2일 | 매주 일요일 오전 8:10 ~ 9:00 | 50분      |
| KBS 2TV   | 2012년 4월 29일 ~ 2012년 6월 10일 | 매주 일요일 오전 8:15 ~ 9:05 | 50분      |

## 역대 진행자

### 메인 진행자
| 대수 | 진행자 | 방송기간                         |
| ---- | ------ | -------------------------------- |
| 1    | 전현무 | 2011년 1월 2일 ~ 2012년 9월 2일  |
| 2    | 김원효 | 2012년 9월 9일 ~ 2013년 4월 28일 |
| 3    | 김준호 | 2012년 9월 9일 ~ 2014년 11월 2일 |
| 4    | 김대희 | 2013년 5월 5일 ~ 2014년 11월 2일 |

### 나레이션
| 대수 | 방송기간                                                           | 진행자 |
| ---- | ------------------------------------------------------------------ | ------ |
| 1    | 2011년 1월 2일 ~ 2013년 4월 28일, 2014년 1월 5일 ~ 2014년 11월 2일 | 서혜정 |
| 2    | 2013년 5월 5일 ~ 2013년 12월 29일                                  | 박은영 |

## 역대 진행 방식

### 1회~156회

#### 1라운드
1. 단답형 주관식이 무제한으로 출제, 네 명이 차례대로 돌아가며 답을 말한다.
2. 4인의 나이를 합친 숫자가 제한시간(초)으로 주어진다.
(예> 70세 + 50세 + 40세 + 30세 = 190세 ⇒ 190초)
단, 네 명의 나이가 150세 이하일 경우에는 최소 시간 150초가 주어진다.
3. 이 제한시간 안에 20문제를 맞혀야 2라운드 진출
4. 1라운드 통과 시 상금 1000만원 적립
5. 실패 시 팀원 중 한사람이 재도전 할 수 있다.
6. 제한시간의 절반이 주어지며, 10문제를 맞히면 2라운드 진출
(단, 상금은 반으로 줄어 500만원 적립)

#### 2라운드
- 2지선다 객관식

- 1세트 당 4문제 / 총 2세트,8문제가 주어진다.
- 1명에 총 2문제가 주어지고 최소 1문제는 맞혀야 최종 라운드 진출!
- 1명이라도 2문제 모두 틀릴 경우 도전 실패!

#### 최종 라운드
- 다양한 주관식 문제
  1. 4인의 나이를 합친 숫자가 제한시간(초)으로 주어진다.
  2. 제한 시간 내에 모든 팀원들이 순차적으로 4문제를 푼다.
  3. 4인 4색의 문제 유형
    1. 빈칸 넣기 문제
    2. 모두선택문제
    3. 순서 열거 문제
    4. 연상문제

### 라운드 규칙
- 정답을 맞힐 때까지 계속 답을 말할 수 있다.
　- 앞 사람이 정답을 맞혀야, 다음 사람의 문제로 넘어갈 수 있다.
　- 제한시간 1분이 남았을 때부터 “찬스”를 이용해 다른 팀원에게 도움을 요청할 수 있다.
　- 문제출제 시간은 제한시간에 포함되지 않는다
　- 4인이 문제를 모두 맞히면, 상금획득, 영광의 사총사 등극!!

### 157회 ~ 195회

#### 1라운드
1. 단답형 주관식이 무제한으로 출제, 네 명이 차례대로 돌아가며 답을 말한다.
2. 4인의 나이를 합친 숫자가 제한시간(초)으로 주어진다.
(예> 70세 + 50세 + 40세 + 30세 = 190세 ⇒ 190초! )
3. 단, 네 명의 나이가 150세 이하일 경우에는 최소 시간 150초가 주어진다.
4. 제한시간 안에 맞힌 문젯수만큼 10만 원이 적립된다.(최대 300만원 적립 가능)
5. 2014년 1월 19일 방송분부터는 팀원의 나이에 상관없이 제한시간 150초가 주어지며, 2014년 1월 12일부터는 중간중간에 있는 힌트 문제를 맞힐 때마다, 2라운드에서 힌트를 사용할 수 있는 기회가 주어진다.

#### 2라운드
- 전문가 3명이 각각 4문제 씩 출제

- 4명이 상의해서 풀 수 있으며, 한 문제를 맞힐 때마다 100만원 씩 적립된다.(최대 1200만원 적립 가능)
- 문제는 4지선다와 주관식으로 출제가 된다.
- 한 세트를 모두 맞히면 한우 세트가 증정이 된다.
- 중간에 사총사는 1라운드에서 얻은 힌트를 사용할 수 있다.(한 분야, 최대 2개)
- 2014년 2월 9일 방송분부터는 한 분야 당 각각 3문제가 출제되며, 세 문제를 모두 맞히면 100만원이 추가 적립된다.

#### 최종 라운드
- 1~2라운드까지 적립한 상금을 가져가기 위한 한 문제를 사총사가 푼다.
  1. 도전팀은 3명의 전문가 중에서 1명을 선택한다.
  2. 문제유형은 다답형 문제로 구성되어 있다.
  3. 한 사람 씩 도전해서 한 명이라도 성공하면 현재까지 쌓인 적립금을 획득할 수 있으며, 만약에 첫 번째 도전자가 성공할 경우에는 현재까지 쌓인 적립금의 두 배를 획득할 수 있다.
  4. 2014년 1월 5일 방송분부터는 대표자 한 명을 선정해서 전문가가 내는 문제를 푼다. 이 때는 기회가 두 번 주어지며, 그 외의 형식은 전과 동일하다.(중간에 3명이 각자 의견을 말할 수 있다)
  5. 2014년 3월 23일 방송분부터는 한 문제에 100초의 시간이 주어지며, 두 번의 50초 동안 사총사가 돌아가면서 빈 칸에 들어갈 답을 맞힌다. 처음 50초 안에 빈 칸 4개를 모두 맞히면 적립금을 두 배로 획득하며, 남은 50초 안에 빈 칸을 모두 맞히면 원래 적립금을 획득한다.

### 패자부활전 진행 형식
- 2011년부터 2013년까지 상반기,하반기 때 안타깝게 사총사에 등극하지 못한 4팀을 모셔서 대결을 펼친다.
- 대결을 펼쳐서 최후까지 남은 1팀에게는 영광의 사총사란 호칭과 함께 3000만원이 수여된다.
- 2-3주 분량으로 진행된다.

#### 한우 쟁탈전
- 패자 부활전 때 특별히 진행되는 형식이며, 각 팀의 대표 한 명씩 나와서 문제를 푼다.
- 문제 유형은 상, 하반기 1라운드 때 출연한 팀들이 맞히지 못한 문제들로 구성되며, 스피드 형식으로 많이 맞힌 팀이 한우를 가져간다.

#### 1라운드
- 예전 1라운드 형식과 동일하고, 각 팀에게 공평하게 2분씩 부여되며(2011년 상반기 때는 3분이었음), 가장 적게 맞힌 한 팀이 탈락하게 된다.
- 작년 패자부활전 때에는 퀴즈쇼사총사 판 중에서 하나를 선택해서 문제를 푸는데, 거기에 있는 판에 따라 로봇청소기를 가져갈 수 있었다.(3대에서 1대까지 있으며, 꽝도 있음)
- 동점팀이 나올 경우에는 동점팀들에게 1분의 시간이 주어진다.

#### 장기자랑
- 1라운드가 끝나면 4팀이 모여서 하는 장기자랑 시간을 가지곤 했다.
- 2011년 상반기 특별 심사위원:송해
- 2011년 하반기 특별 심사위원:이상용
- 2012년 상반기 특별 심사위원:설운도, 김연자
- 2012년 하반기 특별 심사위원:하춘화
- 2013년 상반기 특별 심사위원:송대관
- 2013년 하반기 특별 심사위원:이상해
- 장기자랑 결과에 따라 상품을 수여했음.

#### 2라운드
- 예전 2라운드 형식과 동일하며, 한 사람씩 2문제를 푸는 게 아닌 한 팀에서 대표 한 사람이 문제를 푸는 형식이다.
- 중간에 대표가 문제를 못 푼다 싶으면, 다른 사람으로 한 번 교체 가능하다.
- 이 때, 대표가 문제를 맞히지 못하면 다른 팀원들은 눈보라 벌칙을 받는다.(2011년 상반기,2013년 하반기 때는 쟁반을 맞았음)
- 가장 많이 맞힌 2팀이 결승에 진출하며, 동점팀이 나올 경우에는 동점팀의 대표 한 명이 각각 나와서 5문제 중 3문제를 버저 형식으로 먼저 맞히는 사람이 결승에 진출한다.(문제 형식은 전과 동일)

#### 3라운드
- 예전 3라운드 형식과 동일하며, 한 명씩 나가서 푸는 것이 아닌 팀 전원이 상의해서 문제를 푸는 스피드형식의 대결.
- 어느 한 팀이 정답을 맞힐 때까지 계속 진행된다.
- 첫 번째 유형:100점, 두 번째 유형:200점, 세 번째 유형:300점, 네 번째 유형:400점
- 어느 한 팀이 1000점에 도달할 때까지 대결은 계속되며, 먼저 1000점에 도달한 팀이 우승팀으로 등극한다.

### 역대 진행 방식 변천사
1-7회에서는 총 4번의 기회가 주어졌으며, 한 번이라도 한 세트를 전원이 성공하면 최종라운드에 진출했다.(파일럿 때는, 한 세트를 성공하면 500만원 씩 적립)
8-10회에서는 예전 형식과 같으며, 한 문제당 250만원 씩 적립되었다.
13회부터는 첫 세트를 네 명이 모두 맞히면 한우세트를 가져갈 수 있었다.
또, 1라운드에서 많이 맞힌 팀원은 로봇청소기를 가져갔다(만약 동점일 경우, 팀 상의로 결정)
역대 최고 시간은 4분 39초, 역대 최저는 2분 27초였다.

## 역대 영광의 사총사팀
| 역대 | 출연팀                       | 팀원                             | 회차  | 비고                                                                    |
| ---- | ---------------------------- | -------------------------------- | ----- | ----------------------------------------------------------------------- |
| 1대  | 아나기(아줌마는 나라의 기둥) | 김용숙, 정옥용, 차가현, 정혜교   | 5회   |                                                                         |
| 2대  | 오빠는 풍각쟁이              | 박준규, 송용태, 지유석, 강지원   | 16회  |                                                                         |
| 3대  | 전설의 야구왕                | 故하일성, 김봉연, 김성한, 이병훈 | 26회  |                                                                         |
| 4대  | 출발드림팀                   | 이창명, 변우민, 김현욱, 이상인   | 23회  | 패자부활전으로 우승(32~34회)                                            |
| 5대  | 오 맘마미아                  | 최정원, 전수경, 이경미, 성기윤   | 45회  |                                                                         |
| 6대  | 오늘도 참는다                | 최창호, 배기성, 이종원, 한준희   | 36회  | 패자부활전으로 우승(51~52회)                                            |
| 7대  | 밤을 잊은 그대에게           | 유영석, 표인봉, 김태훈, 홍록기   | 62회  |                                                                         |
| 8대  | 씨밀레 중창단                | 전명철, 고일언, 이승엽, 장정웅   | 76회  |                                                                         |
| 9대  | 이태원 살아요                | 정경순, 홍석천, 전영미, 낸시랭   | 58회  | 제 58회에서는 낸시랭 대신 에바 포피엘 출연(패자부활전으로 우승(83~85회) |
| 10대 | 불 좀 꺼주세요               | 이도원, 박정수, 이정훈, 설용철   | 97회  |                                                                         |
| 11대 | 조마조마 야구단              | 이정용, 강성진, 이종원, 성대현   | 93회  | 패자부활전으로 우승(103~105회)                                          |
| 12대 | 동네 한바퀴                  | 손병호, 전일범, 이목을, 이수윤   | 114회 |                                                                         |
| 13대 | 남산 동창회                  | 김명국, 임대호, 김정균, 박경환   | 124회 |                                                                         |
| 14대 | 꽃보다 아름다워              | 박현빈, 신지, 홍진영, 홍원빈     | 125회 | 패자부활전으로 우승(131~133회)                                          |
| 15대 | 20세기 청년                  | 안정훈, 권용운, 정규수, 김동균   | 143회 |                                                                         |
| 16대 | 스마일 야구단                | 이봉원, 황현희, 박준형, 강신범   | 136회 | 156회에서는 황현희 대신 김한석 출연, 패자부활전으로 우승(154~156회)     |
| 17대 | 퀴즈쇼 팀                    | 홍서범, 조갑경, 김정민, 루미코   | 175회 | 2014년 가정의 달 특집 부부 사총사 특집 우승(173~175회)                  |
| 18대 | 사총사 팀(여성팀)            | 노사연, 이성미, 김지선, 신보라   | 188회 | 2014년 추석특집 퀴즈쇼(남성팀) VS 사총사(여성팀)(187~188회)             |
| 19대 | 자매 사총사                  | 유혜리, 최수린, 강주희, 강승희   | 195회 | 마지막회 출연팀이자 마지막 우승팀 (획득상금: 2,840만원)                 |

## 결방 사유
- 2013년 6월 23일 : 공감토크 대한민국 1% 방송
- 2014년 2월 16일 : 소치 동계 올림픽 특집 방송
- 2014년 4월 20일 ~ 2014년 4월 27일 : 진도 여객선 침몰 사고 추모 특집 방송
- 2014년 6월 15일 ~ 2014년 6월 22일 : 브라질 월드컵 특집 방송

## 역대 에피소드

### 2010년 ~ 2011년
파일럿-친정 엄마팀(나문희, 김수미, 이유리, 양꽃님), 57년 닭띠팀(이제천, 정하균, 천인상, 이도열)
1회-으랏차차 천하장사 팀(이만기, 이봉걸, 황규연, 이태현), 자갈치 아지매 팀(허정숙, 주순자, 김순옥, 최말남)
2회-퀴즈는 우정을 싣고 팀(이상벽, 김형자, 김국환, 김창숙), 목욕탕집 남자들 팀(장래형, 이상범, 송민영, 이승준)
3회-임현식과 사위들 팀(임현식, 신경환, 김도현, 서무석), 답십리 사형제 팀(백승호, 백경호, 백명호, 백성호)
4회-답십리 사형제 팀, 이정섭 패밀리 팀(이정섭, 구은자, 이귀연, 이서연)
5회-천의 목소리 팀(김기현, 배한성, 송도순, 성창수), 아줌마는 나라의 기둥 팀(차가현, 정혜교, 김용숙, 정옥용)
6회-추억의 개그스타 팀(김학래, 김정렬, 이상운, 김한국)
7회-죽마고우(빌리조엘, 故 정동권, 이명호, 강필국), 기관사 사총사 팀(김영구, 김중열, 정희정, 김훈)
8회-좋은 친구들 팀(박상민, 홍경민, 이세준, 박승준)
9회-라디오 스타 팀(임수민, 이택림, 이무송, 박철), 연기 종결자 팀(최성웅, 김희라, 이중성, 변신호)
10회-연기 종결자 팀, 현미가 좋아(현미, 조갑경, 이상우, 원미연)
11회-샌드페블즈 팀(여병섭, 이영득, 김민수, 김영국), 왕나비 팀(장순자, 정영주, 김나영(※일반인), 채정화)
12회-슈퍼스타퀸 팀(김숙, 홍지민, 혜은이, 이윤표), 학교종이 땡땡땡 팀(서성해, 지명녀, 장성욱, 김춘배)
13회-야 월척이다 팀(이용식, 정종철, 이계인, 김성수)
14회-굿모닝 라디오 팀(이지애, 이현우, 이근철, 윤상), 과학수사대 CSI팀(심규산, 이지연(※일반인), 정연대, 이상준)
15회-환상의 짝꿍 팀(사미자, 김도향, 김정난, 데프콘), 문경새재 팀(도인환, 김정덕, 서원자, 김윤수)
16회-오빠는 풍각쟁이(박준규, 지우석, 강지원, 송용태)
17회-전국노래자랑(송해, 김인협, 박상철, 이호섭)
18회-할리와 이웃사촌(로버트 할리, 명현숙, 박진영, 정한), 내사랑 붕어빵(송욱숙, 강은미, 김문자, 서원석)
19회-나 이런 사람이야(하남석, 이영하, 노현희, 금보라), 공부합시다(정주관, 박춘화, 오혜점, 신종문)
20회-갈갈이 패밀리(박준형, 김지혜, 이정훈, 김용석), 아껴야 잘 산다(전원주, 김종순, 김해현, 고재규)
21회-맨발의 청춘(엄앵란, 강수화, 송신해, 엄애란)
22회-건강을 그대 품안에(안강, 김준기, 김세영, 오한진), 다함께 차차차(설운도, 서지오, 우연이, 하동진)
23회-출발 드림팀(이창명, 변우민, 김현욱, 이상인)
24회-우리 것이 좋은 것이여(신영희, 임이조, 이호연, 남상일), 샤방샤방 노래교실(오정근, 정성을, 유정자, 양승미)
25회-퀴즈는 아무나 하나(태진아, 마야, 최병서, 성진우), 노래하는 깔깔깔 팀(조양숙, 이영란, 이상예, 변금선)
26회-전설의 야구왕(하일성, 김봉연, 이병훈, 김성한)
27회-서울 서울 서울 팀(구봉회, 심양홍, 최충남, 홍종호), 친구야 친구 팀(오석송, 조근호, 강정규, 김유천)
28회-해피투게더(이홍렬, 이성미, 이동우, 김경식)
29회-수사반장(조경환, 이계인, 최불암, 김상순)
30회-도와줘요! 뽀빠이팀(김종석, 배연정, 박세민, 이상용), 노래하는 치과의사 팀(유영호, 이지, 리안, 스텔라)
31회-나는 공처가다(김길수, 이선우, 최정수, 왕종근), 뽀드득 손을 씻자 팀(유무영, 노연홍, 김은정, 박희옥)
32~34회-상반기 패자부활전(출발 드림팀, 기관사 사총사, 추억의 개그스타, 임현식과 사형제 팀 출연)
35회-top밴드 팀(이지애, 신해철, 남궁연, 김도균)
36회-오늘도 참는다 팀(최창호, 배기성, 이종원, 한준희), 내사랑 가야랑 팀(이예랑, 이사랑, 변영숙, 변종혁)
37회-추석엔 트로트야 팀(태진아, 박상철, 송대관, 문희옥)
38회-그대 없이는 못 살아 팀(서정학, 최란, 이충희, 정현정), 선생님 우리 선생님(최주향, 박덕기, 조일환, 임수나)
39회-빵빵한 여자들 팀(이수나, 김보화, 이경애, 김현영), 출동 지리산 구조대(강명현, 조세훈, 최덕용, 김석현)
40회-님과 함께(남진, 유현상, 최진희, 김정민)
41회-언제나 청춘(전원주, 사미자, 선우용녀, 윤문식)
42회-다함께 태권 줄넘기(김선수, 김미정, 이태호, 배규태), 편지왔어요(홍건제, 배규민, 백미라, 진명환)
43회-청춘합창단(배용자, 김성록, 손해선, 이만덕), 나는 고3엄마다(김정미, 장현미, 이윤영, 박예종)
44회-허니허니 팀(강성진, 이현영, 이현경, 민영기)
45회-오~ 맘마미아 팀(최정원, 전수경, 이경미, 성기윤)
46회-내사랑 마님 팀(신영일, 김나운, 김종환, 김형범), 천의 목소리 2팀(김영민, 이종구, 김정호, 홍진욱)
47회-한방에 산다(왕혜문, 신정애, 김문호, 박승만), 솔로탈출(윤기원, 홍록기, 김현철, 김광규)
48회-날씨를 부탁해(김동완, 이익선, 한희경, 김혜선), 거침없이 하이패스(장순복, 이영숙, 박형애, 김영순)
49회-양준혁과 친구들(양준혁, 이용철, 임용수, 이광용), 오빠가 돌아왔다(이주노, 성대현, 이성욱, 신동욱)
50회-야 홈런이다(이봉원, 김한석, 김대희, 강성범)
51~52회-하반기 패자부활전(언제나 청춘, 나는 공처가다, 오늘도 참는다, 거침없이 하이패스 팀 출연)

### 2012년
53회-한국이 좋아(로버트 할리, 이다도시, 따루 살미넨, 샘 해밍턴)
54회-연극이 끝난 후(정한용, 박이정, 노윤정, 이영광), 거울아 거울아(김효진, 우종완, 도윤범, 강세미)
55회-아내는 못말려(홍수환, 옥희, 김효선, 강진), 따르릉 114총사(박순희, 장선영, 김지현, 조민경)
56회-전설의 국가대표(우지원, 박찬숙, 김동성, 심권호), 헬스보이 팀(김재철, 최윤영, 오무진, 이기수)
57회-사랑과 전쟁 팀(홍서범, 조갑경, 조영구, 신재은), 용녀야 용녀 팀(임은순, 방종선, 정희재, 김봉선)
58회-이태원 살아요 팀(홍석천, 에바, 전영미, 정경순)
59회-퀴즈대책위원회 팀(김대희, 김준현, 김준호, 김원효)
60회-2012! 젊음의 행진 팀(강수지, 이범학, 원미연, 이상원), 미스터 택시(강창구, 임이택, 김정락, 김진열)
61회-미남들의 수다(윤정수, 이유진, 김경진, 조현민), 우리도 원더걸스(강계월, 오금자, 조순희, 김옥선)
62회-밤을 잊은 그대에게(표인봉, 홍록기, 김태훈, 유영석)
63회-남자는 여자를 귀찮게 해(최병서, 문주란, 서수남, 조항조), 쉘위댄스(권태훈, 이화정, 윤지선, 육인성)
64회-영어야 놀자(곽영일, 오성식, 박현영, 레이나), 백의의 전사(박종연, 윤정희, 김우진, 김민철)
65회-고고80(이용식, 이경애, 김종국, 김학래)
66회-나는 가짜다(헌철, 홍제동 김수미, 이엉자, 가짜문세), 지구를 지켜라(최재원, 서범석, 주순환, 정요섭)
67회-개그가 필요해(조지훈, 배동성, 김수용, 박성호)
68회-요리보고 퀴즈보고(홍신애, 신효섭, 최승원, 유성남)
69회-약방의 감초(이숙, 장동혁, 사유리, 강균성)
70회-여자 여자 여자(설운도, 김연자, 윙크-강승희, 강주희)
71회-발가락이 닮았다(이정용, 노유민, 염경환, 윤용현)
72회-의리의 가족(설정혜, 김보성, 박지윤, 김민지)
73회-미녀 사총사(홍진영, 이자연, 이예린, 연지후)
74회-아.기.남(김민정, 신동일, 박재훈, 박혜영), 어린이를 부탁해(한전복, 변정랑, 백상준, 밥 장)
75회-요즘 남자 요즘 여자(박상희, 현숙, 김흥국, 김학도)
76회-씨밀레 중창단(전명철, 이승엽, 고일언, 장정웅)
77회-우리는 핫이슈(백현주, 박슬기, 낸시랭, 백은영)
78회-나쁜 남자(김학철, 장민호, 장광, 김승현), 영월에서 왔소(엄복섭, 이명수, 김금자, 김영숙)
79회-넝쿨째 굴려온 여보(임성민, 안연홍, 조향기, 심진화)
80회-손발이 척척(배일집, 배연정, 김형자, 장계현)
81회-개그의 발견(이상호, 이상민, 김재욱, 송준근)
82회-광개토대왕(임호, 임대호, 남성진, 홍경인)
83-85회-상반기 패자부활전(약방의 감초, 이태원 살아요, 개그를 부탁해, 지구를 지켜라 팀 출연)
86회-가요제 슈퍼스타(이정석, 이규석, 유미리, 김장수)
87회-패션왕(김나영, 김성일, 김준희, 장도연), 해상구조 SOS(김은준, 전상민, 박희숙, 정길영)
88회-중년의 품격(이한위, 정성호, 한우정, 신용주), 헬스걸(염정인, 유미희, 제시카, 정아름)
89회-퀴즈의 神(왕종근, 낸시랭, 이병훈, 홍록기)
90회-전국퀴즈자랑(송해, 금잔디, 김보화, 엄용수)
91회-펜싱의 여왕(남현희, 신아람, 전희숙, 최인정)
92회-한가위 남행열차(김수희, 김혜연, 김용임, 한혜진)
93회-조마조마 야구단(이종원, 이정용, 강성진, 성대현)
94회-국악스타일(사미자, 이상해, 김영임, 서우림), 북녀들의 수다(김혜영, 김옥인, 한옥정, 고은아)
95회-용감한 녀석들(박성광, 신보라, 양선일, 정태호)
96회-추남(秋男)이시네요(이용, 위일청, 故 함중아, 이진관), 사랑과 전쟁 드라마팀(이정훈, 민지영, 최영완, 운기호)
97회-해미투게더(박해미, 김재희, 김세아, 최낙희), 불 좀 꺼주세요(이도원, 이정훈-일반인, 박정수, 설용철)
98회-응답하라 7080(이계인, 임백천, 김미려, 장계현)
99회-볼수록 애교만점(이승신, 김가연, 최지연, 한윤경), 우리는 완판남(이창우, 김석, 전석민, 이승훈)
100회-잘했군 잘했어(하춘화, 김학래, 이호섭, 화요비)
101회-안녕 상추팀(상추, 쇼리, 이병진, 천명훈)
102회-겨울 이야기(이세준, 박승화, 김창렬, 정가은)
103~105회-하반기 패자부활전(내조의 여왕, 조마조마 야구단, 용감한 녀석들, 긴급구조 sos)

### 2013년
106회-복덩어리 사총사(유민상, 김준현, 김수영, 김지호)
107회-엄마와 아들(송도순, 박준혁, 장미화, 김형준)
108회-용감한 부모들(이운우, 손방나, 정경옥, 찰리박), 이목구비 사총사(원창훈, 임형우, 엄수진, 백인수)
109회-내 남편의 모든 것(최란, 김보민, 이교영, 박잎선), 사랑의 밥차(노유정, 서남동, 임지혜, 조우선)
110회-아리송해(이은하, 최홍림, 서진필, 최준용)
111회-설기획 특집(홍경민-김수정, 최송현-양한열, 브라이언-황민우, 박휘순-알레이나)
112회-유유상종(한무, 이상벽, 이지연, 김숙)
113회-은쟁반에 옥구슬(이숙영, 윤영미, 김성경, 최희)
114회-동네 한바퀴(손병호, 전일범, 이목을, 이수윤)
115회-과거를 묻지 마세요(황기순, 김정렬, 표영호, 전제향), 의뢰인 K(강성범, 김재철, 최단비, 박영린)
116회-복사꽃 필 무렵(양택조, 김애경, 윤문식, 박윤배)
117회-러브인 시월드(크리스티나, 이정자, 에바, 이현준)
118회-드림걸즈(김완선, 보라, 효린, 정주리)
119회-식사동 체육회(홍서범, 박강성, 추가열, 박상철)
120회-여배우들(김영란, 유혜리, 안소영, 홍여진)
121회-환상의 커플(임채원, 최승경, 윤기원, 황은정), 하늘을 달리다(한고희, 김신, 박진우, 신강하)
122회-엔돌핀 축구단(김형일, 윤철형, 김명덕, 나경훈) & 팔도 스타일(안태봉, 이정옥, 심명숙, 이태수)
123회-수다의 신(노사연, 이성미, 안지환, 이지희)
124회-남산 동창회(김명국, 임대호, 김정균, 박경환)
125회-꽃보다 아름다워(신지, 홍진영, 박현빈, 홍원빈)
126회-아빠! 같이가~(이동준, 이일민, 박일준, 박혜나) & 주부 퀴즈왕(김영근, 황능준, 정병준, 김국남)
127회-찍었어! 사총사(송기윤, 김흥국, 김병찬, 조영구)
128회-코미디언 네 가지(김영하, 지영옥, 문영미, 배영만)
129회-눈으로 말해요(진미령, 오욱철, 옥희, 장용)
130회-풀하우스(오한진, 김병준, 왕혜문, 조규문)
131~133회-2013 상반기 패자부활전(꽃보다 아름다워, 러브인 시월드, 여배우팀, 유유상종팀)
134회-싱글레이디(안영미, 강유미, 한영, 유지연)
135회-방학특집 사총사&사총사(김준현, 효린/김기리, 보라/정범균, 소유/이광섭, 다솜)
136회-스마일 야구단(이봉원, 황현희, 박준형, 강신범)
137회-거침없이 킥킥킥(박상민, 이승윤, 서두원, 박시현) & 삼일로 사람들 (최종원, 정대경, 박형준, 문혜준)
138회-연예가중계(김생민, 김태진, 김엔젤라, 가윤) & 얼쑤! 우리가락(안숙선, 이춘희, 이희문, 이서윤)
139회-대화가 필요해(이용식, 이수민/왕종근, 왕재민)
140회-살아있네~(남보원, 엄용수, 정종철, 안윤상) & 못찾겠다 꾀꼬리(박슬기, 나건필, 김정훈, 김영현)
141회-요리하는 남자(유현상, 서태화, 앤디, 조지훈)
142회-미스코리아 사총사(홍여진, 권정주, 권민중, 김지연)
143회-20세기 청년 팀(안정훈, 권용운, 정규수, 김동균)
144회-내 사랑 콩깍지(김현철, 최은경/김보성, 박지윤)
145회-진품명품 사총사(윤인구, 김영복, 이상문, 진동만) & 동물원 풍경(김창기, 박기영, 배영길, 송봉주)
146회-온 동네 예체능(유상철, 이병진, 이정, 김동준)
147회-청춘불패(민욱, 정운용, 이병철, 이혜근) & 수리수리마수리(최현우, 한영훈, 최민수, 최신혁)
148회-엄마와 딸(조갑경, 홍석희/권영하, 조민희)
149회-맘마미아(권인숙, 김영희/이수지, 박애희)
150회-모델모델(이선진, 박둘선, 한창서, 한영) & 필승! 공군 군악대(윤영삼, 이민정, 이혜주, 이삭)
151회-둥근 해가 떴습니다(염경환, 최형만, 윤성호, 쇼리 J)
152회-부자되세요(김부자, 문희옥, 김혜연, 연지후) & 중매의 기술(차일호, 김경남, 유현숙, 류서정)
153회-태릉향우회(제갈성렬, 여홍철, 임오경, 심권호)
154~156회 2013 하반기 패자부활전(연예가중계, 대화가 필요해, 미스코리아, 스마일 야구단)

### 2014년
157회-여자 대장부(팽현숙, 현미, 엄앵란, 이윤성)
158회-대박나세요~(김학래, 이재포, 성대현, 홍인규)
159회-퀴즈의 신(신영일, 엄지인, 박태원, 정지원)
160회-전설의 주먹(이계인, 박종팔, 유명우, 김광선)
161회-까치까치 설날(로버트 할리, 크리스티나, 따루, 굴사남)
162회-소치 사총사(제갈성렬, 전이경, 이정용, 문세윤)
163회-로커 사총사(김도균, 김종서, 박완규, 손진영)
164회-아내없인 못살아(홍록기, 도경완, 조영구, 정종철)
165회-스마트맘 사총사(장영란, 이정민, 안연홍, 김경아)
166회-개그의 여왕(김지민, 박지선, 김민경, 박소영)
167회-드림팀 사총사(조윤호, 이상호, 박재민, 이창명)
168회-여신 사총사(김연자, 정주리, 김혜선, 김정민)
169회-너의 목소리가 들려(선우용여, 전원주, 전영미, 유병권)
170회-멋진 사나이 (정찬, 태상호, 이상인, 김재우)
171회-사투리 사총사(윤문식, 박상철, 박수빈, AOA 민아)
172회-산사랑 사총사(김형일, 윤택, 서수남, 윤용현)
173~175회-가정의 달 특집 부부 사총사(홍서범&조갑경/박준규&진송아/김정민&루미코/김원효&심진화)
176회-선남선녀 사총사(김종민, 빽가, 메이비, 천이슬)
177회-반갑지 아니한가(하리수, 채리나, 이종수, 최왕순)
178회-별에서 온 그녀(이승신, 낸시랭, 사유리, 강예빈)
179회-큰 미녀 사총사(문영미, 이국주, 김민경, 홍현희)
180회-6시 내고향(배연정, 엄용수, 김솔희, 김정연)
181회-꽃보다 아빠(최재원, 염경환, 김현철, 이승윤)
182회-언제나 청춘(성병숙, 이경애, 김보화, 이하얀)
183회-나는 전설이다(이병훈, 석주일, 최현호, 신수지)
184회-동안미녀(윤영미, 김효진, 김준희, 공서영)
185회-근사랑 사총사(양택조, 이상용, 이정용, 김지호)
186회-사랑은 노래를 타고(서영은, 변진섭, 다솜, 소유)
187~188회-추석특집 남성팀 vs 여성팀(김응수, 유정현, 우현, 박성호/노사연, 이성미, 김지선, 신보라)
189회-8090 동창생(김완선, 강수지, 이상우, 이범학)
190회-가요계 형제자매(김흥국, 박상민, 전효성, 정하나)
191회-애인 없어요~ (송은이, 김숙, 신봉선, 백보람)
192회-큰 세계(유민상, 김준현, 송영길, 김수영)
193회-한국 사랑 사총사(파비앙, 욤비 토나, 브로닌 멀렌, 아키바 리에)
194회-나름 가수다 (배기성, 유상무, 박휘순, 윤성호)
최종회-자매팀(유혜리, 최수린, 윙크)